# Arycanda evanescens
Arycanda evanescens là một loài bướm đêm trong họ Geometridae.